# Форнелуш (Санта-Марта-де-Пенагиан)
Форнелуш (порт. Fornelos) — район (фрегезия) в Португалии, входит в округ Вила-Реал. Является составной частью муниципалитета Санта-Марта-де-Пенагиан. По старому административному делению входил в провинцию Траз-уж-Монтиш и Алту-Дору. Входит в экономико-статистический субрегион Доуру, который входит в Северный регион. Население составляет 319 человек на 2001 год. Занимает площадь 5,03 км².
Покровителем района считается Святой Себастьян (порт. S. Sebastião).